# Систо, Пионе
Пионе Систо Ифоло Эмирмийя (дат. Pione Sisto Ifolo Emirmija; род. 4 февраля 1995, Кампала) — суданский и датский футболист, полузащитник греческого клуба «Ариса». Выступал за сборную Дании. Участник чемпионата мира 2018 года.

## Клубная карьера
Пионе — воспитанник клуба «Мидтьюлланн». 18 ноября 2012 года в матче против «Копенгагена» он дебютировал в датской Суперлиге. 19 июля 2013 года в поединке против «Орхуса» Систо забил свой первый гол за клуб. 2 марта 2014 года в матче против «Копенгагена» Пионе сделал «дубль». В 2015 году Систо выиграл чемпионат в составе «Мидтьюлланна».
Интерес к Пионе проявляли испанская «Барселона», португальский «Порту», итальянские «Милан» и «Ювентус», английский «Арсенал». По информации De Telegraaf, нидерландский «Аякс» предлагал за футболиста 7 млн евро.
18 февраля 2016 года в матче Лиги Европы против английского «Манчестер Юнайтед» он забил один из голов, принеся своей команде историческую победу.
31 июля Пионе перешёл в испанский клуб «Сельта». 22 августа в матче против «Леганес» он дебютировал в Ла Лиге. 25 сентября в поединке против «Эспаньола» Систо забил свой первый гол за «Сельту». В 2017 году в матчах Лиги Европы против бельгийского «Генка» он забил два гола. В 2020 году Пионе вернулся в «Мидтьюлланн», подписав контракт на четыре года. В 2022 году он помог команде завоевать Кубок Дании.

## Международная карьера
Систо родился в Уганде в семье выходцев из Южного Судана, принял датское гражданство в 2014 году.
В 2015 году в составе молодёжной сборной Дании Пионе принял участие в молодёжном чемпионате Европы в Чехии. На турнире он сыграл в матчах против сборных Чехии, Германии и Швеции. В поединке против чехов Систо забил гол.
4 сентября 2015 года в отборочном матче к чемпионату Европы 2016 против сборной Албании Пионе дебютировал за сборную Дании. 22 марта 2018 года в товарищеском матче против сборной Панамы Систо забил свой первый гол за национальную команду. 
В 2018 году Систо принял участие в чемпионате мира в России. На турнире он сыграл в матчах против команд Перу, Австралии, Франции и Хорватии.

### Голы за сборную Дании
| # | Дата          | Место                   | Противник | Счёт | Результат | Соревнование      |
| - | ------------- | ----------------------- | --------- | ---- | --------- | ----------------- |
| 1 | 22 марта 2018 | Брондбю, Брённбю, Дания | Панама    | 1:0  | 1:0       | Товарищеский матч |

## Достижения
«Мидтьюлланн»
- Победитель датской Суперлиги — 2014/15
- Обладатель Кубка Дании — 2021/2022